# Michaelus phoenissa
Michaelus phoenissa is een vlinder uit de familie van de Lycaenidae. De wetenschappelijke naam van de soort werd als Thecla phoenissa in 1867 gepubliceerd door William Chapman Hewitson.